# Fédération moldave de basket-ball
La Fédération moldave de basket-ball (Federația de Baschet din Republica Moldova) est une association, fondée en 1932, chargée d'organiser, de diriger et de développer le basket-ball en Moldavie.
La Fédération représente le basket-ball auprès des pouvoirs publics ainsi qu'auprès des organismes sportifs nationaux et internationaux et, à ce titre, la Moldavie dans les compétitions internationales. Elle défend également les intérêts moraux et matériels du basket-ball moldave. Elle est affiliée à la FIBA depuis 1992, ainsi qu'à la FIBA Europe.
La Fédération organise également le championnat national.